# ОШ „Рајак Павићевић” Бајина Башта
ОШ „Рајак Павићевић” у Бајиној Башти је најстарија школа у општини Бајина Башта, која је почела са радом 1858. године, после одлуке тадашњег Министарства просвете Кнежевине Србије из 1853. године.

## Историјат школе
После одлуке о оснивању школе, већ наредне 1854. године доноси се одлука о подизању школске зграде, чији план је одобрен 1856. године од стране Министарства градње. Настава је почела 1858/59. године у згради Примиритељног суда, а од 1859. године у приватној кући Алексе Вукашиновића. За потребе школске 1899. године откупљена је механа Васе Илића за 15.000 динара, која се налази у опису аустријског путописца с краја 19. века Феликса Каница.
Садашња школска зграда сазидана је 1931. године у стилу неокласицизма и до Другог светског рата носила је име „Краљ Петар I Ослободилац”. После Другог светског рата мења име у Основна школа „Рајак Павићевић”. Повећање броја ученика и осавремењивање наставе као и фунционалност школског простора наметнули су доградњу постојеће зграде 1958—1963. године. Школа је у својој историји имала два прекида, за време светских ратова.
Просторије школе, током времена, користили су Женска занатска школа (1926—1930), Грађанска школа (1938—1941), Економска (1961), Школа ученика у привреди (1962—1967), Гимназија (1967—1975). 

## Школа данас
Данас школа располаже са 28.782,18 m² корисног простора и у свом саставу има пет издвојених одељења, у насељима Пилица, Пепељ, Јасиковица, Црвица и Солотуша. Школа у Солотуши привремено не ради због недостатка деце. Разредну и предметну наставу изводи 56 учитеља и наставника, а школу похађа 807 ученика. Школа располаже са ђачком кухињом, фискултурном салом, школском радионицом, спортским теренима, библиотеком са преко 16.000 књига.